# Патрокъл
Патрокъл (на гръцки: Πάτροκλος) е древногръцки митичен герой, син на аргонавта Менойтий и Сфенела (или Периопида; или, според Филократ, Полимеда; или Филомела), най-добър приятел на Ахил. По произход е тесалиец.
Като малък убива при игра свой приятел и заради това баща му го изпраща при Пелей във Фтия, където е възпитаван заедно с Ахил. Пелей го очиства от убийството. Възпитан е от Хирон и е любим на Ахил. Оттогава датира и дружбата помежду му с Ахил, която не свършва дори със смъртта на Патрокъл и продължава в подземното царство.
По време на похода към Троя, Патрокъл е спътник на Ахил. Въпреки че източници сочат Патрокъл като един от кандидат-женихите за Хубавата Елена, неговото присъствие под стените на Троя се обяснява предимно с дружбата му с Ахил. Когато Ахил е оскърбен от Агамемнон, Патрокъл подкрепя любимия си и заедно с него спира да участва в битките. Когато положението става тежко за гърците, Патрокъл убеждава Ахил да му даде доспехите и колесницата си. Облечен в доспехите на приятеля си и с неговите коне, Патрокъл обръща троянците в бягство и убива повече от 20 троянски герои, първият, от които е Пирехъм. В „Илиада“ е отбелязано, че убива 26 троянци, написани по име. Според Хигин, убива 54 воина.
Убива също Астеропей, Сарпедон и Стенел. Три пъти напада троянските стени, но на четвъртия е убит от Хектор. Смъртта на Патрокъл дълбоко разтърсва Ахил и той решава отново да се бие, за да отмъсти за смъртта на приятеля си. Според някои историци и философи, включително Платон, любовник на Ахил.
Погребението на Патрокъл е описано в 23 песен на „Илиада“. Ахил издига клада, на която полага тялото на Патрокъл. Заколва много овни и волове и с тяхната мас затрупва тялото, а самите одрани животни поставя на кладата. В самата клада поставя съдове, пълни с маско и мед. Като жертва принася и 4 хубави коня, 9 кучета. Убива и 12 знатни троянци за отмъщение.

## В киното
- Във филма „Троя“, ролята на Патрокъл се изпълнява от Гарет Хедлънд.